# Thủy tinh núi lửa

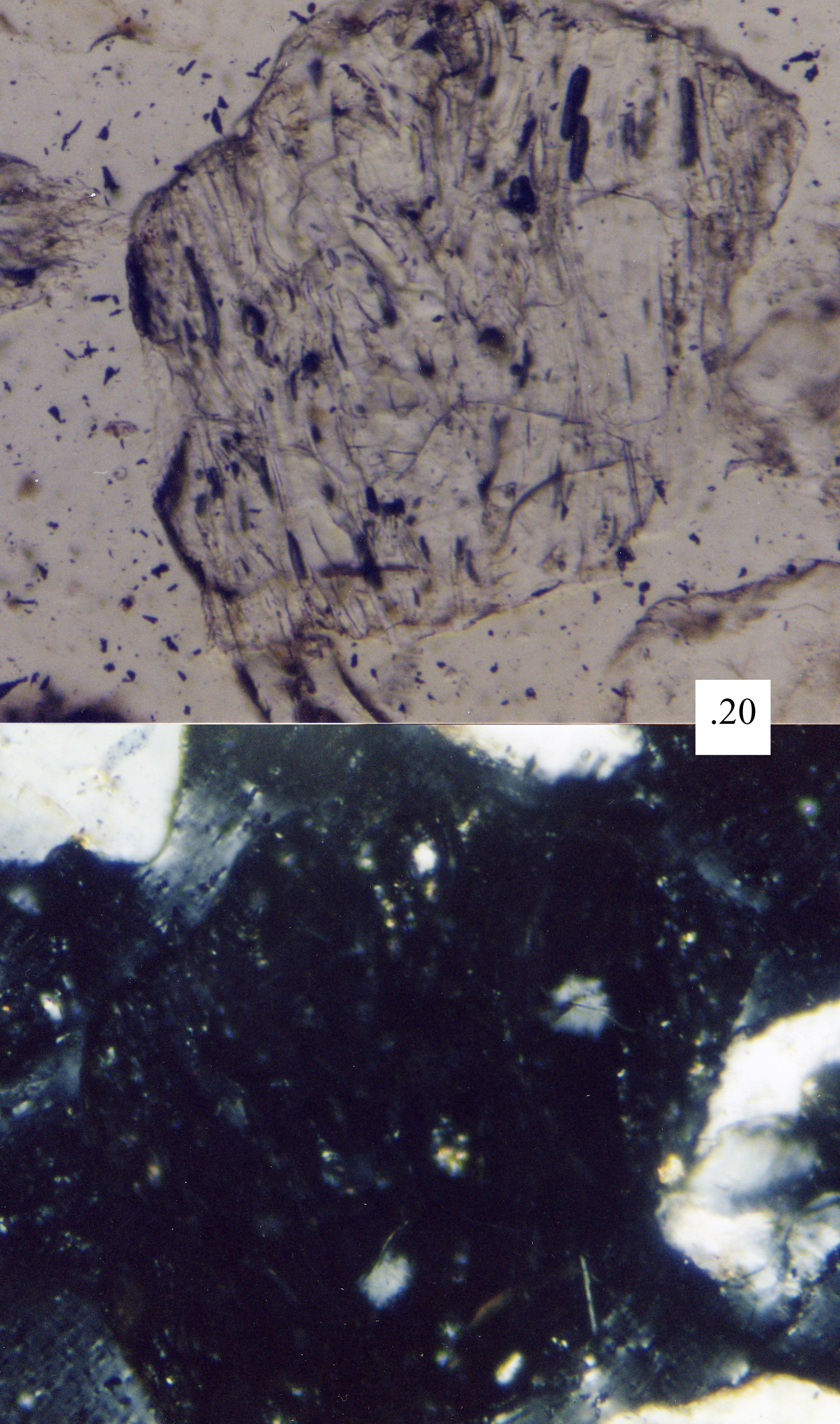
Một mẫu cát của thủy tinh núi lửa nhìn dưới kính hiển vi thạch học. Its amorphous nature makes it go extinct in cross-polarized light (bottom frame). Scale box in millimeters.

Thủy tinh núi lửa là một dạng khoáng vật vô định hình, hình thành do sự nguội lạnh quá nhanh của macma. Giống như các loại thủy tinh khác, nó là vật chất có dạng cấu trúc tinh thể trung gian giữa cấu trúc của tinh thể rắn (với các phân tử gần nhau và sắp xếp có trật tự) và cấu trúc hỗn độn của khí. Thủy tinh núi lửa cũng là tên gọi của các vật chất chất nền trong các đá núi lửa ẩn tinh hoặc các loại đá mácma. Thủy tinh núi lửa cũng có thể là tên gọi của đá vỏ chai (obsidian), một loại thủy tinh rhyolit có hàm lượng silic điôxit cao.
Một số loại đá được gọi là "thủy tinh núi lửa" khác bao gồm:
- Đá bọt, được xem là một loại thủy tinh vì không có cấu trúc tinh thể.
- Nước mắt Apache, một loại đá vỏ chai hình giống mấu nhỏ.
- Thủy tinh bazan hay Tachylite, một loại thủy tinh có hàm lượng silic điôxit thấp.
- Sideromelane, một dạng ít phổ biến hơn của thủy tinh bazan.
- Palagonit, một loại thủy tinh bazan có hàm lượng silic điôxit thấp.
- Hyaloclastit, một loại dăm kết hiđrat hóa hình thành từ sideromelane và palagonit.
- Tóc của Pele, loại thủy tinh núi lửa dạng sợi tơ mảnh, hàm lượng chủ yếu là bazan.
- Nước mắt Pele, loại thủy tinh núi lửa hình giọt nước, hàm lượng chủ yếu là bazan.
- Rong biển của Pele (Limu o Pele), thủy tinh núi lửa dạng tấm mỏng, có màu xanh phớt nâu hoặc trong suốt, hàm lượng chủ yếu là bazan.